# Mericske Zoltán
Mericske Zoltán (Budapest, 1954. január 12. –) magyar zenész, előadóművész, zeneszerző.

## Élete
1972-ben érettségizett a zuglói I. István Gimnáziumban. Zenei tanulmányait 1970 és 1974 között a Bartók Béla Zeneművészeti Szakközépiskolában végezte ütő szakon Schwarz Oszkárnál. 1971 és 1974 között a Liszt Ferenc Zeneművészeti Főiskola Budapesti Tagozatán tanult cimbalom szakon Tarjáni Tóth Idánál. Ugyanebben az időszakban a pécsi tagozat ütő szakán is tanulmányokat folytatott. Később ütő tanszakos tanárként helyezkedett el gimnáziumi tanulmányai színhelyén, ahol a tanítványaiból 1996-ban ütőegyüttest is szervezett. Az együttes azóta folyamatosan működik, több nemzetközi sikerül is volt, többek között Olaszországban, illetve Japánban, ahol televízióban is szerepeltek. 
Számos filmben, ifjúsági műsorban, reklámban szerepelt, illetve zenét is szerzett ezekhez, főleg a nyolcvanas években, ekkortájt a Bergendy-együttes tagjaként is zenélt.

## Művei

### Filmjei
- Csúzli (tv-sorozat, 1981), zeneszerző (a Gúnya együttessel)
- Suli-buli (tv-film, 1982), zeneszerző
- Sebaj Tóbiás (animációs sorozat, 11 rész, 1983), hangok
- Városrajzolatok - Budapest (ismeretterjesztő sorozat, tv-film), zeneszerző
- Márta meséi (animációs sorozat, tv-film) zene
- Öcsi, a sztár (zenés film, 1988, tv-film), zeneszerző, színész (Karmester)
- Tanmesék a szexről (film, 1989), zeneszerző
- Töf-töf elefánt (rajzfilm sorozat, 35 rész, 1991–1994, tv-film), zeneszerző
- Krisztofóró (animációs sorozat, 24 rész, 1989–1994), zenei asszisztens
- Kék egér (papírkivágásos mesefilm sorozat, 19 rész, 1994–1998, tv-film), zeneszerző
- Die Schelme von Schelm (francia-német, magyar animációs film, 1995), zenei effektek
- Fák (animációs film, 1996, tv-film), zeneszerző
- Bírós emberek (filmszatíra, 1997), zeneszerző
- Csinibaba (film, 1997) színész
- A Ritter napja (filmdráma, 2005, tv-film), zeneszerző
- Melyiket a kilenc közül? (ifjúsági film, 2006, tv-film), zeneszerző
- Hany Istók legendája (dokumentumfilm, 2008, tv-film), zeneszerző
- John Adams (angol tv-sorozat, 2 részben, 2008) zenei tanácsadó

### Színházi munkái
- Ludas Matyi (zeneszerző)
  - Madách Színház, bemutató: 1996. október 19.
  - Pódium Színház, bemutató: 2009. november 19.
  - Soproni Petőfi Színház
- Holle anyó (zene)
  - Budapesti Kamaraszínház – Tivoli, bemutató: 2002. február 10.
- A kétbalkezes varázsló (zeneszerző)
  - Madách Színház, bemutató: 2004. szeptember 24.
  - Kecskeméti Katona József Színház, bemutató: 2012. március 7.

## Díjai
- Filmfőigazgatósági Nívó Díj (1980)
- MTV Nívó Díj (1985, 1988, 1998)
- XVIII. Magyar reklámfilm Szemle Zenei Díj (1988)
- Zuglói gyermekekért (1995)
- Arany antenna Nemzetközi Ifjúsági Filmfesztivál Különdíj (1998)
- Az Év embere (2004)